# Вознесенка (Саратовская область)
Вознесе́нка — село в Марксовском районе Саратовской области России. Входит в Липовское муниципальное образование.

## География
Село находится в степи на левом берегу реки Мечетка, являющейся правым притоком Большого Карамана. На самой Мечетке и на её небольших притоках устроено значительное количество запруд. К югу от села находится пруд Батрацкий, юго-западнее, ниже по течению реки, за урочищем Сабуровка — пруд Сабуровский.
Северо-восточнее Вознесенки, у истоков Мечетки, располагается село Липовка, центр сельского поселения. На севере — село Чкаловка. На северо-западе — урочище Новый Путь и, севернее, село Кировское. Западнее Вознесенки — село Ильичевка, находящееся также на берегу Мечетки и, ещё ниже по течению, крупный овраг Восемнадцатый, заполненный водой одного из притоков Мечетки. За ним — село Калининское.
На юго-западе, за прудом Сабуровским и Мечеткой, проходят три нитки крупного газопровода «Средняя Азия — Центр». Южнее и юго-восточнее — долина реки Большой Караман, также характеризующаяся наличием большого числа искусственных прудов на небольших притоках реки. В частности, на северном берегу имеются пруды Леймановский, Кравцов (южнее Кравцова, непосредственно на берегу реки — урочище Путевая Звезда), Садки, Бугровка, пруд в овраге Журавлином и пруд в урочище Журавлином. Между Кравцовым и оврагом Журавлиным — небольшое месторождение нефти. На юго-востоке и востоке от Вознесенки, севернее долины Большого Карамана, по степи раскидано множество мелких водоёмов, не связанных с речными системами (пруд Саловский, пруд Косый, пруд Шмидский, пруды в посёлке Солнечном и другие).

## История

Территории, составившие в 1935 году Гнаденфлюрский кантон, на карте Новоузенского и Николаевского уездов Самарской губернии 1912 года. Вознесенка и посёлки Сабуровский № 1, № 2 и № 3 — на севере Калужской волости.

Север Фёдоровского кантона и окрестные территории в 1923 году. Вероятно, чёрным обозначены русские населённые пункты, в том числе Вознесенка/Мечётка (Wosnesenka/Metschotka), красным — немецкие, в том числе посёлки Сабуровка 1, 2 и 3 (Saburowka 1, 2, 3), составлявшие единое поселение Штрассенфельд (Straßenfeld).

В отличие от многих современных населённых пунктов Марксовского района, Вознесенка никогда ранее не имела немецкого названия и, по всей видимости, не являлась колонией поволжских немцев.
Поселение «Вознесенская» (не обозначаемое, в отличие от ряда соседних поселений, как «колония») уже присутствует на карте Европейской России и Кавказского края 1862 года, относясь к категории самых маленьких населённых пунктов («деревни, околицы, колонии, застенки, хутора и кишлы (загоны)»). Ближайшим населённым пунктом, немного юго-западнее Вознесенской, был хутор Баронский; река Мечетка, на которой стояли оба селения, текла в том же направлении, что и сейчас, впадая в Караман.
Однако, по состоянию на 1872 год (Специальная карта Европейской России И. А. Стрельбицкого, составленная в 1865—1871 годах, лист 92), Вознесенская и Баронский уже стояли на берегах Малого Кушума. Исток реки Мечетной сместился в район юго-западнее нынешнего оврага Восемнадцатого, южнее современного села Калининского. Бывшие верховья Мечетки были заняты водотоком, берущим начало, вероятно, в нынешнем овраге Восемнадцатом (то есть, в наше время это лишь небольшой приток Мечетки). Поток устремлялся мимо Вознесенской и Баронского в обратном направлении, не на юго-запад, к Большому Караману, а на северо-восток, к Большому Иргизу, составляя основное русло Малого Кушума (ныне исток Малого Кушума находится северо-восточнее Липовки, у села Заря).
Вознесенская на 1872 год была относительно крупным населённым пунктом в 60 дворов, Баронский — размером в 10-20 дворов. Переиздание карты И. А. Стрельбицкого от 1919 года даёт те же данные. Река, на которой располагалась Вознесенская, относилась к бассейну Большого Иргиза, как минимум, до начала XX века (см. карту Самарской губернии 1900 года, Малый Кушум там обозначен как река Мечетная, приток же Большого Карамана никак на карте не назван; верное обозначение рек см. в Атласе А. Ф. Маркса 1909 года).
По данным 1912 года, Вознесенка (уже с современным вариантом названия) была селом Калужской волости Новоузенского уезда Самарской губернии. Юго-западнее Вознесенки, на Мечетке (река обрела свою нынешнюю конфигурацию, с истоком в районе Липовки), в месте, где ранее помещался хутор Баронский, отмечены посёлки Сабуровский № 1, Сабуровский № 2 и Сабуровский № 3 (см. выше об урочище Сабуровка).
В период существования АССР Немцев Поволжья Вознесенка (Мечётка) входила в состав Фёдоровского кантона, причём граница между кантонами проходила по реке Мечетке — на противоположном, западном берегу уже была территория Марксштадского кантона. С 1935 года, после разукрупнения Фёдоровского кантона, Вознесенка относилась к Гнаденфлюрскому кантону. В нём Вознесенка была центром сельсовета. 
В селе в тот период находилась машинно-тракторная станция, обслуживавшая поля Вознесенки, Путевой звезды (см. выше об одноимённом урочище), Штрассенфельда, Липовки, Бобово, Воскресенки. При этом, по состоянию на 1934 год, совокупность хуторов, обозначавшаяся как Штрассенфельд (посёлки Сабуровские), состояла из хутора Бордовского (на месте теперешнего урочища Сабуровка) и собственно хутора Штрассенфельд, находившегося ниже по течению Мечетки, ниже Сабуровского пруда, причём на обоих берегах реки (то есть, фактически, в двух кантонах).
После упразднения Гнаденфлюрского кантона в 1941 году, оставаясь центром сельсовета, входила в Первомайский район Саратовской области.

## Население
| Годы      | 1889 | 1897 | 1910 | 1987 | 2002 | 2010 |
| --------- | ---- | ---- | ---- | ---- | ---- | ---- |
| Население | 823  | 919  | 1031 | ≈380 | 409  | 438  |

По данным переписи 2010 года, в селе проживало 47,5 % мужчин и 52,5 % женщин. Национальный состав населения был следующим:
- русские — 308 чел.;
- казахи — 54 чел.;
- лезгины — 50 чел.;
- другие — 36 чел.[18]

По данным переписи 2002 года, в селе проживало 196 мужчин и 213 женщин, 75 % населения составляли русские.

## Улицы
Улицы
- Калинина
- Молодёжная
- Набережная
- Октябрьская
- Рабочая
- Советская

Переулки
- Мирный[19]

## Инфраструктура
- Основная общеобразовательная школа[20]
- Детский сад[21]
- Фельдшерско-акушерский пункт[22]
- Дом досуга[23]
- Вознесенская сельская библиотека, филиал № 8
- Почтовое отделение[24]

Ранее на южной окраине села и в урочище Сабуровка существовали молочно-товарные фермы.

## Мемориалы
- 6 мая 2015 года в селе открылся памятник воинам, павшим в годы Великой Отечественной войны[25].